# Teteo Innan

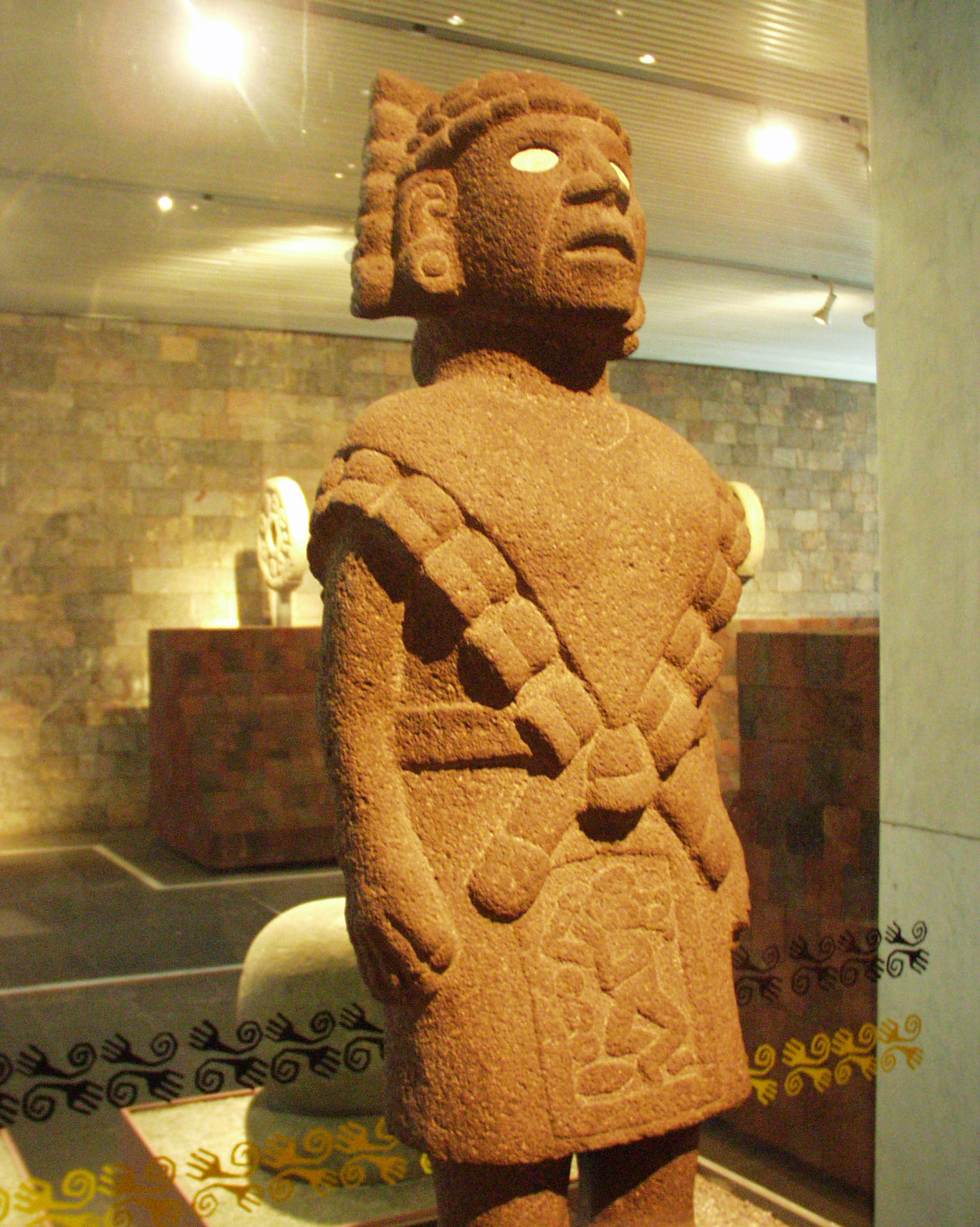
Statua di Toci

Teteo Innan (conosciuta anche come Tozi e Toci), secondo la mitologia azteca, era la madre degli dei, la personificazione del potere della natura, dea della guarigione, e dei bagni di vapore.
Teteo Innan è la divinità opposta a Coatlicue. Mentre Coatlicue era la forza distruttrice femminile, Teteo Innan era la forza creatrice femminile.